# 岡敏弘
岡 敏弘（おか としひろ）は、日本の経済学者。京都大学公共政策大学院・経済学研究科教授。専門は厚生経済学、環境経済学。

## 経歴
1988年、京都大学大学院経済学研究科経済政策専攻博士後期課程修了、京都大学 博士（経済学）、滋賀県琵琶湖研究所研究員。1993年福井県立大学経済学部助教授。1997～98年、Visiting Professor, CSERGE, ユニヴァーシティ・カレッジ・ロンドン。2000年福井県立大学大学院経済・経営学研究科教授。